# Senior plc
Senior plc ist ein britisches Technologieunternehmen, das seinen Sitz in Rickmansworth, Hertfordshire, hat. Es verfügt über Niederlassungen in 12 Ländern. Das Unternehmen ist ein Hersteller von Hightech-Komponenten und -Systemen. Es produziert für die wichtigsten Erstausrüster in den Bereichen Luft-
und Raumfahrt, Verteidigung, Landfahrzeuge sowie Energie. Die Gruppe ist in zwei Geschäftsbereiche unterteilt, Aerospace und Flexonics.
Der Geschäftsbereich Aerospace umfasst Komponenten für den Flüssigkeitstransport und das Wärmemanagement sowie komplexe Strukturteile für Triebwerke, Raumfahrzeuge und andere industrielle Anwendungen.
Der Geschäftsbereich Flexonics umfasst Komponenten und Subsysteme für Flüssigkeitstransport und Wärmemanagement sowie Teile für konventionelle und moderne Antriebssysteme für Landfahrzeuge, Petrochemie, erneuerbare Energien und eine Vielzahl anderer Industrieanwendungen.
Das Unternehmen ist an der Londoner Börse gelistet und Teil des FTSE 250 Index.

## Geschichte
Senior wurde 1933 von einer Gruppe ehemaliger Mitarbeiter von Green's Economisers Ltd. als Konkurrenzunternehmen gegründet. Das Unternehmen wurde 1947 als Senior Economisers Limited an der Londoner Börse notiert. 1958 wurde Senior Hargreaves Limited (davor Henry Hargreaves & Sons) übernommen. 1966 änderte Senior Economisers Limited seinen Namen in Senior Economisers (Holdings) Limited, 1970 schon wieder umbenannt, diesmal in Senior Engineering Group Limited. 1982 wurde Senior Engineering Group Limited neu registriert als Senior Engineering Group plc.
Ein Jahr später übernahm Senior die Green's Economiser Group plc. 1991 trat Calorstat Industries S.A. als Senior Calorstat SAS der Gruppe bei. Im Jahr 1992 wurde Senior Automotive Bartlett mit Niederlassungen in der Nähe von Chicago durch die Übernahme von Flexonics, Inc. und seiner Tochtergesellschaft Senior Operations (Canada) Limited Teil von Senior. Zwei Jahre später wurde die deutsche Firma Christian Berghofer & Co KG übernommen.
In den Folgejahren wurden weitere mittelgroße Firmen erworben.
2006 erfolgten die Übernahme von Sterling Machine Co., Inc. und Aerospace Manufacturing Technologies, Inc., 2007 Absolute Manufacturing, Inc., 2008 Capo Industries, Inc., 2010 WahlcoMetroflex, Inc., 2011 Damar Machine Company, Weston EU and Weston SEA.
2012 wurde Senior Hargreaves Limited verkauft und GAMFG Precision LLC, ein Hersteller von Komponenten und Baugruppen für den Geländewagen- und Luft- und Raumfahrtmarkt, für 45 Mio. US-Dollar gekauft.
Im Jahr 2013 folgte Atlas Composites, ein Hersteller von Verbundstrukturen und -werkzeugen. Außerdem erwarb Senior 2013 Thermal Engineering, einen Lieferanten von hochtemperaturbeständigen Leichtbauteilen für die Luft- und Raumfahrt, für 22 Millionen Pfund.
Im Jahr 2014 erwarb Senior das malaysische Unternehmen 2014 UPECA Technologies, einen Hersteller von technischen Komponenten für die Luft-, Raumfahrt- und Energiebranche.
Im Juni 2021 lehnte das Unternehmen ein Übernahmeangebot in Höhe von 1,2 Milliarden Dollar der US-amerikanischen Private-Equity-Firma Lone Star ab.

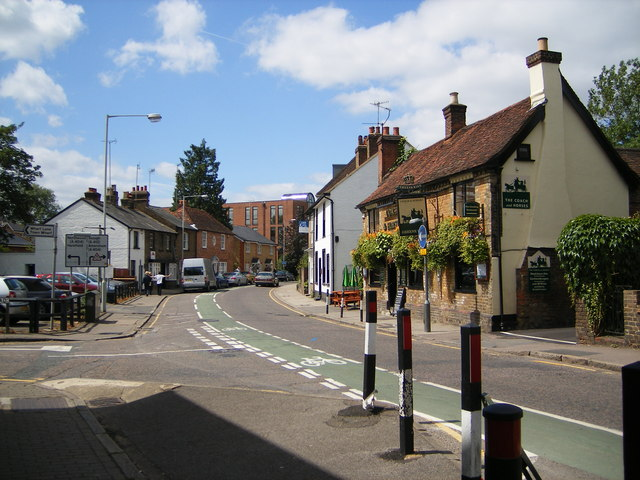
High Street, Rickmansworth: Das Hauptquartier von Senior plc ist das moderne Gebäude im Hintergrund